# Futuro da Terra

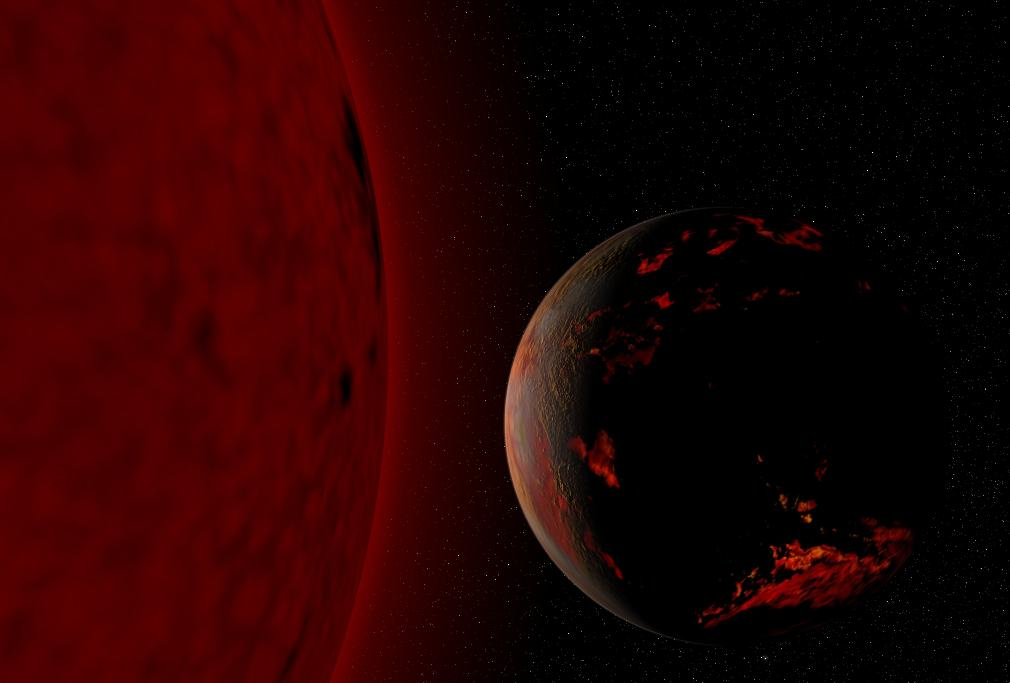
Ilustração do sol, quando este se tornar uma gigante vermelha, o que ocorrerá dentro de bilhões de anos. A Terra estará inabitada então.

O futuro do planeta Terra será determinado por diversos fatores, entre os quais o aumento da luminosidade do Sol, a perda de energia térmica pelo núcleo do planeta, perturbações provocadas por outros corpos do Sistema Solar e alterações bioquímicas na superfície terrestre. A teoria dos ciclos de variação orbital, de Milutin Milankovitch, enuncia que o planeta é condicionado a ciclos de glaciações devido à excentricidade de sua órbita, da inclinação axial e da precessão.